# Taluhet
Les Taluhets étaient une des trois branches principales de l'ethnie des Hets. 
Ils habitaient la partie la plus septentrionale des territoires peuplés de hets. Au XVIe siècle, lors de l'arrivée des conquistadors, ils occupaient la région pampéenne correspondant aux actuelles provinces de San Luis, de Córdoba et le centre de la province de Santa Fe.